# Festival Internacional de Cine de Berlín de 1961
La 11ª edición del Festival de Cine de Berlín se llevó a cabo desde el 23 de junio al 4 de julio de 1961 con el Zoo Palast como sede principal. El Oso de Oro fue otorgado a la cinta italiana La notte directed by Michelangelo Antonioni.

## Jurado
Las siguientes personas fueron escogidas para el jurado de esta edición:
Jurado oficial
- James Quinn, (Reino Unido) - Presidente
- France Roche, (Francia)
- Marc Turfkruyer, (Bélgica)
- Satyajit Ray, (India)
- Gian Luigi Rondi, (Italia)
- Hirotsugu Ozaki, (Japón)
- Nicholas Ray, (Estados Unidos)
- Falk Harnack, (RFA)
- Hans Schaarwächter, (RFA)

Jurado de cortometrajes y documentales
- Willem de Vogel, (Países Bajos) - Presidente
- Else Goelz, (RFA)
- Mohammed Gamal Eldin Rifaat, (Emiratos Unidos)
- Luis Gómez Mesa, (España)
- Max Lippmann, (RFA)
- Ingeborg Lyche, (Noruega)
- Flávio R. Tambellini, (Brasil)

## Películas en competición
La siguiente lista presenta a las películas que compiten por Oso de Oro:
| Título en español             | Título original               | Director(es)                              | País                 |
| ----------------------------- | ----------------------------- | ----------------------------------------- | -------------------- |
| A Morte Comanda o Cangaço     | A Morte Comanda o Cangaço     | Carlos Coimbra y Walter Guimares Motta    | Brasil               |
| Almurahikat                   | Almurahikat                   | Ahmed Diaa Eddine                         | Egipto               |
| Amélie ou le Temps d'aimer    | Amélie ou le Temps d'aimer    | Michel Drach                              | Francia              |
| Antigoni                      | Antigoni                      | Yorgos Javellas                           | Grecia               |
| Anuradha                      | Anuradha                      | Hrishikesh Mukherjee                      | India                |
| El milagro de Malaquías       | Das Wunder des Malachias      | Bernhard Wicki                            | Austria              |
| Die Ehe des Herrn Mississippi | Die Ehe des Herrn Mississippi | Kurt Hoffmann                             | RFA, Suiza           |
| I faresonen                   | I faresonen                   | Bjørn Breigutu                            | Noruega              |
| Kırık Çanaklar                | Kırık Çanaklar                | Memduh Ün                                 | Turquía              |
| L'Amant de cinq jours         | L'Amant de cinq jours         | Philippe de Broca                         | Francia, Italia      |
| El asesino                    | L'assassino                   | Elio Petri                                | Francia, Italia      |
| La noche                      | La Notte                      | Michelangelo Antonioni                    | Francia, Italia      |
| La patota                     | La patota                     | Daniel Tinayre                            | Argentina            |
| Los jóvenes                   | Los jóvenes                   | Luis Alcoriza                             | Mexico               |
| Mabu                          | Mabu                          | Kang Dae-jin                              | Corea del Sur        |
| Macbeth                       | Macbeth                       | George Schaefer                           | EE. UU., Reino Unido |
| Makkers Staakt uw Wild Geraas | Makkers Staakt uw Wild Geraas | Fons Rademakers                           | Países Bajos         |
| No Love for Johnnie           | No Love for Johnnie           | Ralph Thomas                              | Reino Unido          |
| Prae dum                      | Prae dum                      | Rattana Pestonji y Ratanavadi Ratanabhand | Tailandia            |
| Question 7                    | Question 7                    | Stuart Rosenberg                          | EE.UU., RFA          |
| Romanoff y Julieta            | Romanoff and Juliet           | Peter Ustinov                             | EE.UU.               |
| Su grata compañía             | The Pleasure of His Company   | George Seaton                             | EE.UU.               |
| Tulipunainen kyyhkynen        | Tulipunainen kyyhkynen        | Matti Kassila                             | Finlandia            |
| Dos amores                    | Two Loves                     | Charles Walters                           | EE.UU.               |
| Una mujer es una mujer        | Une femme est une femme       | Jean-Luc Godard                           | Francia              |
| Los canallas duermen en paz   | Warui yatsu hodo yoku nemuru  | Akira Kurosawa                            | Japón                |
| Yi wan si qian ge zheng ren   | Yi wan si qian ge zheng ren   | Wang Hao                                  | Taiwán, Hong Kong    |

| Documental y cortometraje          |                      |                |
| Título original                    | Director(s)          | País           |
| Chimichimito                       | José Martín          | Venezuela      |
| Description d'un combat            | Chris Marker         | France, Israel |
| Gesicht von der Stange?            | Raimund Ruehl        | West Germany   |
| De lage landen                     | George Sluizer       | Países Bajos   |
| Morning on the Lièvre              | David Bairstow       | Canadá         |
| Un país llamado Chile              | B.H. Hardy           | Chile          |
| Sirènes                            | Emile Degelin        | Bélgica        |
| Lo specchio, la tigre e la pianura | Raffaele Andreassi   | Italia         |
| Traumland der Sehnsucht            | Wolfgang Müller-Sehn | RFA, Grecia    |

## Palmarés
Los siguientes premios fueron entregados por el jurado profesional:
- Oso de Oroː La noche de Michelangelo Antonioni
- Oso de Plataː Makkers Staakt uw Wild Geraas de Fons Rademakers
- Oso de Plataː Bernhard Wicki por El milagro de Malaquías
- Oso de Plata a la mejor actriz: Anna Karina por Una mujer es una mujer
- Oso de Plata al mejor actor: Peter Finch por No Love for Johnnie
- Oso de Plata. Premio extraordinario del jurado: 
  - Mabu de Kang Dae-jin
  - Una mujer es una mujer de Jean-Luc Godard

Premios de Cortometrajes y documentales
- Oso de Oro (Documental): Description d'un combat de Chris Marker
- Oso de Oro al mejor cortometraje: Gesicht von der Stange? de Raimund Ruehl
- Premio especial Oso de Plata (Documental): Traumland der Sehnsucht de Wolfgang Müller-Sehn
- Oso de Plata al mejor cortometraje: Chimichimito de José Martín
- Oso de Plata Premio Extraordinario del jurado (Corto): 
  - De lage landen de George Sluizer
  - Lo specchio, la tigre e la pianura de Raffaele Andreassi
  - Sirènes de Emile Degelin
  - Morning on the Lièvre de David Bairstow

Premios de jurado independientes
- Premio FIPRESCIː La noche de Michelangelo Antonioni
- Premio OCICː Question 7 de Stuart Rosenberg
- Premio C.I.D.A.L.C.ː  La patota de Daniel Tinayre
- Premio a la juventud (Jugendfilmpreis):
- Mejor largometraje adecuado para jóvenes: Question 7 de Stuart Rosenberg
- Mejor documental adecuado para jóvenes: Description d'un combat de Chris Marker
  - Mejor cortometraje adecuado para jóvenes: De lage landen de George Sluizer
  - Mención de honor: Gesicht von der Stange? de Raimund Ruehl